# Medienprojekt Klasse!
Die KLASSE! – Medienprojekte für Schulen werden von diversen Tageszeitungen angeboten, um den medienkundlichen Unterricht in Schulen zu unterstützen. Sie wurden von der zur Verlagsgruppe Georg von Holtzbrinck gehörenden Mediengruppe Main-Post in Würzburg 1996 entwickelt. Rund 30 regionale Tageszeitungen in Deutschland und eine Zeitung in Österreich arbeiten nach diesen Prinzipien.

## Ziele
Das Projekt will Lehrern und Schülern dabei helfen, Stärken und Schwächen der Tageszeitung zu erkennen und mit anderen Medien zu vergleichen. Der Verlag bietet dem Lehrer verschiedene Bausteine an, die der Pädagoge individuell im Unterricht einsetzen kann. Er kann Projektzeitraum und Projektdauer selbst bestimmen und die jeweilige Leistungsstärke der Klassen berücksichtigen.
Einige Bausteine sind ähnlich wie die bei anderen vergleichbaren Schulprojekten wie beispielsweise „Zeitung in der Schule“. Das Lehrmaterial wird jedes Schuljahr überarbeitet. Konzipiert und realisiert wurde das Material von Peter Krones (* 28. September 1954), Leitender Redakteur der Mediengruppe Main-Post.

## Geschichte
KLASSE! startete bei der Main-Post erstmals im Januar 1996 und läuft dort seither jedes Schuljahr. Im Schuljahr 2001/2002 erhielt das Projekt eine kleine Schwester namens KLASSE!-Kids. Dieses Projekt richtet sich an die Grundschulen. Die Konzeption und die große Akzeptanz führten zu einer Prämierung: Im Herbst 2002 erhielt die Main-Post für KLASSE!-Kids den Bayerischen Printmedienpreis verliehen, einen Preis, den die Bayerische Staatsregierung einmal pro Jahr in Zusammenarbeit mit den Verlegerverbänden der Druckbranche, der Zeitschriften- und der Zeitungsverlage vergibt. 
Im Schuljahr 2002/2003 kam bei der Main-Post noch das Projekt Extra-KLASSE! dazu, das sich an die Klassen 10 bis 13 richtet mit den Schwerpunkten Medienkunde, Text- und Sprachanalyse.    

## Resonanz
Die Projekte erreichen bei der Mediengruppe Main-Post pro Schuljahr 30.000 Schülerinnen und Schüler in 1300 Klassen. Zahlreiche Zeitungen übernahmen das Konzept. Sie bekamen von der Mediengruppe Main-Post das Lehrmaterial und schnitten es auf ihr spezielles Erscheinungsbild und auf die jeweilige Region zu. 
Als erste Zeitungen außerhalb der Main-Post-Gruppe wurden bereits Mitte der 1990er Jahre der Südkurier in Konstanz und der Tagesspiegel in Berlin (beide ebenfalls zur Verlagsgruppe Georg von Holtzbrinck gehörend) zu KLASSE!-Zeitungen. Im Herbst 1998 startete schließlich auch der Münchner Merkur als erste Zeitung außerhalb der Verlagsgruppe Holtzbrinck. Dazu kamen später die Rheinzeitung in Koblenz,  und der Trierische Volksfreund. Im Schuljahr darauf folgten die Frankenpost Hof, die Coburger Neue Presse, der Vogtland-Anzeiger in Plauen, das Freie Wort in Suhl, die Südthüringer Zeitung und der Donaukurier in Ingolstadt. 
Auch Zeitungen außerhalb Bayerns, wie die Grafschafter Nachrichten in Nordhorn, die Braunschweiger Zeitung, die Neue Osnabrücker Zeitung, die Westdeutsche Zeitung Düsseldorf, die Neue Westfälische in Bielefeld und die Nürnberger Nachrichten für die Projekte entschieden.  Insgesamt sind es 30 regionale Tageszeitungen, die das Konzept umsetzen.